# Erythroxylum cataractarum
Erythroxylum cataractarum är en tvåhjärtbladig växtart som beskrevs av Richard Spruce och Johann Joseph Peyritsch. Erythroxylum cataractarum ingår i släktet Erythroxylum och familjen Erythroxylaceae. Inga underarter finns listade i Catalogue of Life.